# Hildegard Müller

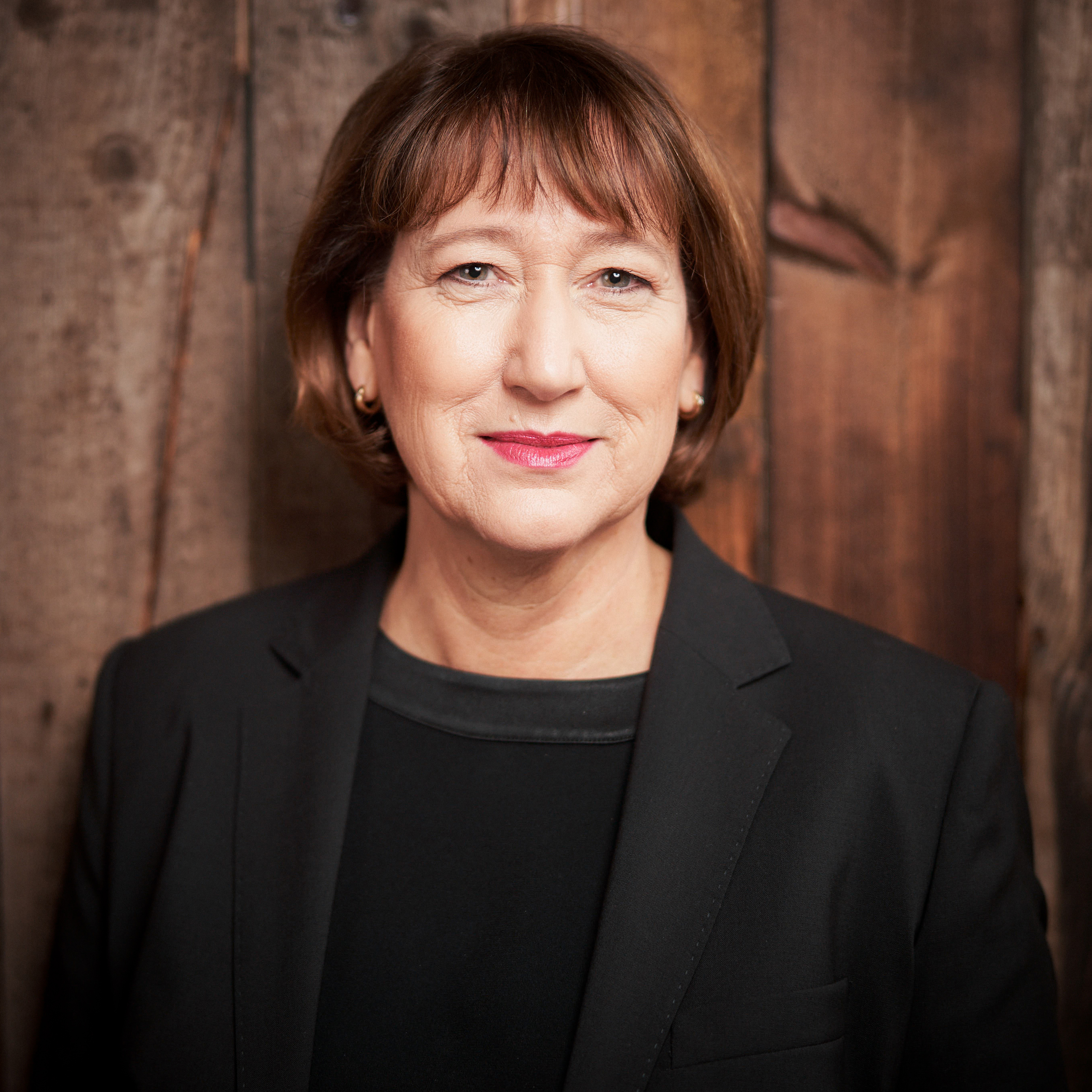
Hildegard Müller (2020)

Hildegard Müller (* 29. Juni 1967 in Rheine) ist eine deutsche Politikerin (CDU), Managerin, Verbandsgeschäftsführerin und Lobbyistin. Von 2005 bis 2008 war sie Staatsministerin im Bundeskanzleramt und von 1998 bis 2002 die erste und bislang einzige weibliche Bundesvorsitzende der Jungen Union. Seit Februar 2020 ist sie Präsidentin des Verbandes der Automobilindustrie (VDA).

## Ausbildung und Beruf
Nach dem Abitur 1987 machte Hildegard Müller zunächst eine Ausbildung zur Bankkauffrau bei der Dresdner Bank in Düsseldorf. Anschließend begann sie 1989 ein Studium der Betriebswirtschaftslehre an der Heinrich-Heine-Universität Düsseldorf, das sie 1994 als Diplom-Kauffrau abschloss. Danach kehrte sie 1995 als Abteilungsdirektorin zur Dresdner Bank zurück.

## Politische Tätigkeit

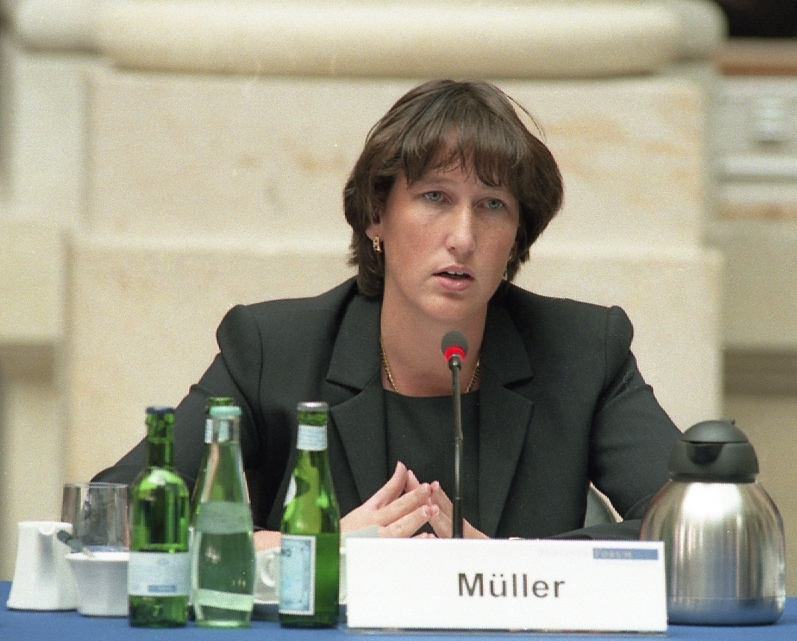
Müller auf dem Berliner Forum der Bertelsmann Stiftung (2000)

Hildegard Müller engagierte sich zunächst in der Jungen Union und war von 1998 bis 2002 deren Bundesvorsitzende. Von 1998 bis 2008 war sie Mitglied des CDU-Bundesvorstandes und gehörte seit April 2000 dem Präsidium der CDU an. Seit April 2003 ist sie Mitglied im CDU-Landesvorstand von Nordrhein-Westfalen.
Seit 1999 ist sie stellvertretende Landesvorsitzende der Mittelstands- und Wirtschaftsvereinigung von CDU/CSU (MIT) in Nordrhein-Westfalen und seit 2001 auch Mitglied des Bundesvorstandes der MIT.
Hildegard Müller war von 2002 bis 2008 Mitglied des Deutschen Bundestages. Sie zog 2002 über die Landesliste Nordrhein-Westfalen und 2005 als direkt gewählte Abgeordnete des Wahlkreises Düsseldorf I in den Bundestag ein. Bei der Bundestagswahl 2005 erreichte sie hier 44,6 % der Erststimmen.
Am 22. November 2005 wurde Hildegard Müller als Staatsministerin bei der Bundeskanzlerin und Beauftragte für die Bund-Länder-Koordination in die von Bundeskanzlerin Angela Merkel geführte Bundesregierung berufen. Neben den Bund-Länder-Beziehungen war sie auch zuständig für das Regierungsprogramm zum Bürokratieabbau und verhandelte die Gesundheitsreform mit. Wegen der Geburt ihres ersten Kindes ließ Hildegard Müller ihr Amt als Staatsministerin vom 1. Oktober 2006 bis zum 31. Dezember 2007 ruhen. Zum 1. Oktober 2008 legte sie ihr Amt zugunsten einer Anstellung beim Bundesverband der Energie- und Wasserwirtschaft nieder. Ihr Nachfolger als Staatsminister wurde Hermann Gröhe.

## Lobbyismus

### Tätigkeit bei der Dresdner Bank
In Hildegard Müllers Zeit als Vorsitzende der Jungen Union erhielt die Junge Union finanzielle Hilfe ihres Arbeitgebers, der Dresdner Bank. Auf Empfehlung des damaligen Düsseldorfer Regionaldirektors, Hans-Peter Langen, beschloss der Vorstand der Dresdner Bank im August 2000 Hildegard Müller für drei Jahre einen zweckgebundenen Betrag von jährlich 20.000 DM zur Finanzierung einer Halbtagsstelle bei der Jungen Union zur Verfügung zu stellen. Nach Angaben der Jungen Union wurde die Förderung mit dem Wechsel im Vorsitz von Müller zu Philipp Mißfelder (2002–2014) eingestellt.
Als Ende 2004 die CDU-Politiker Hermann-Josef Arentz und Laurenz Meyer wegen Sonderzahlungen und Vergünstigungen von ihren Ämtern zurücktreten mussten und eine allgemeine Diskussion um die Nebentätigkeiten von Abgeordneten, bzw. deren Transparenz einsetzte, geriet Anfang 2005 auch Hildegard Müller in die Schlagzeilen.
Nach ihrer Wahl in den Deutschen Bundestag im Jahre 2002 hatte Hildegard Müller weiter reduzierte Gehaltszahlungen von der Dresdner Bank erhalten. Von der Bank wurde dies mit wichtigen Sonderaufgaben begründet, die im so genannten Bereich Cultural Affairs von ihr wahrgenommen würden. Hildegard Müller befasste sich dort mit zwei Projekten, die – zum damaligen Zeitpunkt – noch nicht abgeschlossen waren: dem Wiederaufbau der Frauenkirche in Dresden, sowie der Aufarbeitung der Geschichte der Dresdner Bank während der Zeit des Nationalsozialismus. Für die Wahrnehmung dieser Aufgaben hatte die Bank Hildegard Müller ein eigenes Büro in den Räumlichkeiten der Dresdner Bank zur Verfügung gestellt.

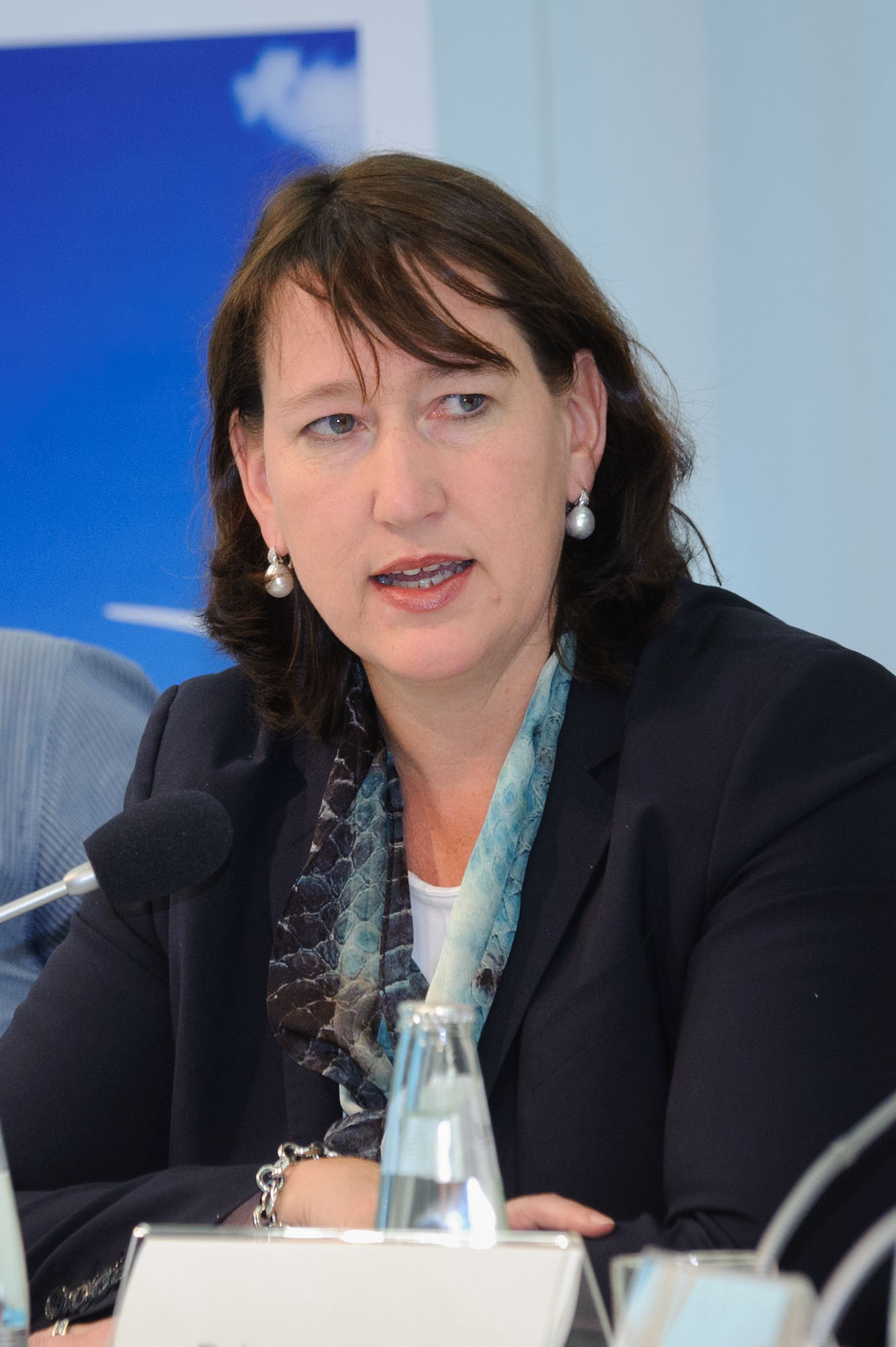
Hildegard Müller (2011)

### Tätigkeit für den BDEW
Dem Bundesverband der Energie- und Wasserwirtschaft e. V. (BDEW) stand Hildegard Müller vom 25. Juli 2008 bis zum 30. April 2016 als Vorsitzende seiner Hauptgeschäftsführung vor. Dieses Amt legte sie nieder, um in den Vorstand der RWE einzutreten.

### Tätigkeit für RWE/innogy
Zum 1. Mai 2016 wechselte Hildegard Müller vom Bundesverband der Energie- und Wasserwirtschaft e. V. (BDEW) zu RWE. Sie übernahm dort die Funktion als Netzvorstand der neu gegründeten Ausgliederung RWE International SE (zwischenzeitlich umfirmiert als innogy SE). Damit vervollständigte sie das sechsköpfige Vorstandsteam der neuen RWE-Ausgliederung innogy SE. Sie war die erste Frau im innogy-Vorstand.
In einem Interview im Februar 2018 betonte Müller, dass für die Energiewende die Sektorenkopplung viel stärker beachtet werden müsse, dass der Umbau des Energiesystems von unten nach oben erfolgen solle und dass der Verbraucher als „Prosumer“ sowohl Produzent als auch Konsument von Energie sein werde. Die Elektromobilität werde sich durchsetzen.
Müller verlangte wiederholt, dass neben dem Ausbau der Hochspannungs-Gleichstrom-Übertragungs-Leitungen die Verteilnetze stärker in den Fokus der Politik gerückt werden müssten: „Hier sind mehr als 95 Prozent aller EE-Anlagen angeschlossen, hier findet der Ausbau der E-Mobilität statt, hier findet Energiespeicherung und Sektorkopplung statt. Es sind deshalb erhebliche Anstrengungen notwendig, um die Verteilnetze für die stark steigende Volatilität bei Erzeugung und Verbrauch zu ertüchtigen.“ Diese Tätigkeit endete Mitte Oktober 2019.

### Tätigkeit beim VDA ab Februar 2020
Am 29. November 2019 wurde Hildegard Müller vom Vorstand des VDA einstimmig zur neuen Präsidentin gewählt. Ihr Amt dort begann sie am 1. Februar 2020. Im November 2024 wurde Müller für eine zweite Amtszeit wiedergewählt.

### Sonstige Aufgaben
Außer ihrer Tätigkeit für die Dresdner Bank gehörte Hildegard Müller unter anderem dem Aufsichtsrat der NOVA Allgemeine Versicherung AG, Hamburg, sowie dem Beirat der Barmenia Versicherungen, Wuppertal an. Beide Tätigkeiten beendete sie mit Eintritt in die Bundesregierung im Jahr 2005. 2010 wählte die Hauptversammlung der WestLB Müller in den Aufsichtsrat.

## Sonstige Mitgliedschaften, Ehrungen und Auszeichnungen
Hildegard Müller ist seit 2002 zugewähltes Mitglied im Zentralkomitee der deutschen Katholiken und wurde im April 2021 bestätigt. Dort ist sie Sprecherin des Sachbereichs Wirtschaft und Soziales. Hildegard Müller ist Vorsitzende des Stiftungsvorstands der Stiftung donum vitae. Sie war ehrenamtliches Mitglied des Beirates des American Jewish Committee e. V. in Berlin. Weiter ist sie Präsidentin der „Deutsch-Israelischen Wirtschaftsvereinigung“.
Seit April 2008 ist sie Mitglied des Vorstands von UNICEF Deutschland. Müller ist Vorstandsmitglied der Konrad-Adenauer-Stiftung sowie Vorsitzende der Jury des Preises Soziale Marktwirtschaft. Sie war Mitglied im Kuratorium von Aktion Sühnezeichen Friedensdienste (ASF). Im November 2019 wurde sie mit dem Verdienstorden der Bundesrepublik Deutschland ausgezeichnet. Seit August 2021 ist die langjährige Anhängerin des Vereins Mitglied des Verwaltungsbeirats des FC Bayern München. Am 14. Oktober 2022 wurde sie zur Vorsitzenden des Senats der Fraunhofer-Gesellschaft gewählt.

## Familie und Privates
Müller ist römisch-katholisch. 2006 wurde sie Mutter einer Tochter. Sie ist mit dem Rechtsanwalt Johannes Bickel verheiratet, der in Heidelberg wohnt. Müller lebt mit ihrer Tochter in Berlin.

## Veröffentlichungen
Hildegard Müller: Wie wir die Transformation zu einer Erfolgsgeschichte machen. In: Winfried Hermann (Hrsg.): Antriebswende. Strategien, Positionen und Meinungen zur neuen Mobilität. Molino Verlag, Schwäbisch Hall und Sindelfingen 2023, S. 155–167, ISBN 978-3-948696-51-1.